# Jean Seri
Jean Michaël Seri (Grand-Béréby, Costa d'Ivori, 19 de juliol de 1991) és un futbolista professional ivorià que juga com a migcampista per l'OGC Nice a la Ligue 1.

## Palmarès

### Individual
- Equip de la temporada de la Ligue 1: 2017[1][2]